# Вавилон-5: Грезить в Городе Печалей
Вавилон-5: Грезить в Городе Печалей — девятая книга в серии научно-фантастических романов, действие которых происходит в вымышленной вселенной сериала «Вавилон-5».
Роман написан писательницей Катрин Дреннан, которая также является автором сценария эпизода «Крайние меры», вошедший в третий сезон сериала. Катрин Дреннан — жена создателя сериала Джозефа Майкла Стражински.
Роман в достаточной степени выделяется среди подобных произведений, так как признан каноническим (то есть, полностью соответствующим сюжетной арке основного произведения), при том, что большинство из девяти книг серии признаны таковыми не были.

## Сюжет
Джеффри Синклер, посол Земного Альянса в Федерации Минбар, бывший командир станции «Вавилон-5», одним из первых узнает правду о Тенях, древней расе, якобы стремящейся к уничтожению галактики. Синклер также обнаруживает обескураживающую истину: он сам — одна из основ предстоящей борьбы с ними. Теперь Синклеру предстоит восстановить легендарную Минбарскую военную группу, рейнджеров.
Кэтрин Сакай, коммерческий пилот и планетарный разведчик, влюблена в Джеффри Синклера. Даже атаки Теней не могут остановить её от того, чтобы воссоединиться на Минбаре с ним… и присоединиться к рейнджерам. По мере того, как она проходит подготовку вместе с остальными пилотами, такими, например, как загадочный Маркус Коул, подходит время для проверки их навыков в первом задании. Ведомые Синклером, они совершают путешествие в далёкий космос. Финал непредсказуем…